# Novas Cartas Portuguesas
Novas Cartas Portuguesas (NCP) é uma obra literária escrita conjuntamente por Maria Isabel Barreno, Maria Teresa Horta e Maria Velho da Costa, entre 1971 e 1972.
O livro revelou a existência de situações discriminatórias agudas num Portugal sob o Regime do Estado Novo - entre elas, a repressão ditatorial e a condição da mulher (casamento, maternidade, sexualidade). As NCP denunciaram também as injustiças praticadas nas colónias e a realidade dos portugueses enquanto colonialistas em África.
A obra foi imediatamente apreendida pela censura, e as autoras levadas a julgamento por “ofensa à moral pública” - o que, paradoxalmente, expôs o autoritarismo do governo e atraiu a atenção da imprensa internacional. A situação provocou uma onda global de apoio, inédita no contexto português.
O caso das Três Marias - como ficou conhecido o processo instaurado pelo Estado Português depois da publicação das NCP - foi votado em Junho de 1973, numa conferência da National Organization for Women (NOW) em Boston, como a primeira causa feminista internacional.
A obra foi defendida publicamente por Simone de Beauvoir, Marguerite Duras, Christiane Rochefort, Doris Lessing, Iris Murdoch ou Stephen Spender.
A sua repercussão além-fronteiras foi enorme, tendo sido quase imediata a tradução para outros idiomas. Hoje é um dos livros portugueses mais traduzidos.
Em Portugal, a obra esteve mais de dez anos completamente esgotada e dezoito anos fora do mercado. Chegaria novamente às livrarias em 1998, 2001, 2010 (anotada) e 2022, pelas mãos da editora Dom Quixote.

## Enquadramento
Em 1961 eclodia um conflito que, por altura da Revolução dos Cravos, tinha mobilizado quase 150 000 homens. Com o decorrer dos anos, crescia a revolta contra a Guerra Colonial entre os militares e as suas famílias.
Este livro escrito a seis mãos delinear-se-ia a partir de um encontro que teve lugar na cidade de Lisboa, em Maio de 1971, três anos antes do 25 de Abril e da consequente independência das colónias portuguesas em África.
Maria Teresa Horta conheceria Maria Isabel Barreno através de uma entrevista que fez enquanto coordenava o suplemento literário do jornal A Capital, no qual esta colaborava. As duas viriam a fundar o Movimento de Libertação das Mulheres, ao lado de Madalena Barbosa, em 1972. Por sua vez, Maria Isabel Barreno havia trabalhado com Maria Velho da Costa no Instituto de Investigação Industrial.
Antes das NCP, as autoras já haviam publicado individualmente alguns livros dotados de caráter político - que, nomeadamente, desafiavam os papéis sociais atribuídos às mulheres durante a ditadura. Servem de exemplo Maina Mendes (1969) de Maria Velho da Costa, Os Outros Legítimos Superiores (1970) de Maria Isabel Barreno e Minha Senhora de Mim (1971) de Maria Teresa Horta, entre outros. As NCP terão surgido como reacção à apreensão deste último livro.

## Cartas Portuguesas
Quando as três começaram a pensar escrever uma obra em torno de uma mulher portuguesa surge, num dos seus almoços, a figura de Mariana Alcoforado, que não foi logo consensual. A Soror representava a paixão, a clausura, o abuso e o abandono. Não seria a mulher a enaltecer.
Porém, as NCP partiriam mesmo do romance epistolar Lettres Portugaises, publicado como obra anónima por Claude Barbin, em 1669. Este foi apresentado como sendo uma tradução, também anónima, de cinco cartas de amor escritas por uma jovem freira portuguesa, de nome Mariana Alcoforado - após esta ter sido seduzida e abandonada pelo seu amante, o cavaleiro francês Noel Bouton (Cavaleiro de Chamilly) - enclausurada no Convento da Conceição, em Beja. Nesta época, França apoiava o Reino de Portugal na Guerra da Restauração contra a Coroa de Castela e, entre 1666 e 1668, a fortificada cidade do Baixo Alentejo foi um importante local de resistência contra as forças espanholas.
Hoje, a autoria das Cartas Portuguesas é ainda polémica, com a crítica a dividir-se entre Soror Mariana Alcoforado e Gabriel-Joseph de Guilleragues.
As Três Marias tiveram por base a edição publicada em 1969 pela Assírio & Alvim e traduzida pelo poeta português Eugénio de Andrade. A apropriação do peso simbólico da figura de Mariana Alcoforado - a mulher suplicante e submissa cujo discurso revela uma paixão e uma devoção avassaladoras - foi uma base fundamental para a crítica levada a cabo pelas autoras durante a ditadura fascista que vigorava em Portugal.
Esta importante obra construiu uma aliança entre mulheres de diferentes tempos e lugares, desde Soror Mariana Alcoforado até as mulheres portuguesas contemporâneas.    

## Obra
As NPC entrelaçam crítica feminista, resistência política e experimentação literária.
Enquanto obra literária, NCP não é facilmente classificável. Se não se trata de um romance ou ensaio, também não se trata apenas de um manifesto feminista ou de uma colectânea de cartas. Como indica a estudiosa Darlene Sadlier, as próprias Três Marias se referem ao seu livro como “uma coisa” inclassificável - o que sugere não tanto a dificuldade, mas antes a relutância das autoras em categorizar a sua obra, rejeitando assim a lógica das formas literárias tradicionais. A sua escrita - polifónica, ensaística, poética, epistolar, paródica - torna-se lugar de libertação.
As NCP reúnem 120 textos - cartas, ensaios, poemas e fragmentos de várias ordens. O livro abre com uma carta datada de 1 de Março de 1971 e termina com um fragmento escrito a 25 de Outubro de 1971. Todas surgem datados - o que aponta para uma cronologia baseada nos diálogos reais entre as autoras. Só um pequeno número de cartas é numerado, oferecendo ao leitor ou leitora uma breve fonte de ordem - sem que esta constitua, porém, uma narrativa unitária
A edição mais recente - na qual foram corrigidos erros/gralhas, bem como introduzido um índice e uma introdução, ausentes de versões anteriores - resgata um pré-prefácio e um prefácio escritos por Maria de Lourdes Pintassilgo, adicionados em 1980, pela Moraes Editores. Esta resulta de uma investigação levada a cabo por um grupo de trabalho coordenado por Ana Luísa Amaral, financiado pela Fundação para a Ciência e a Tecnologia. Para uma geração mais nova, existem agora versões anotadas que contextualizam muitas das referências sócio-culturais ou literárias.
É ainda urgente o reconhecimento nacional desta obra que desestabilizou o tecido político e social português.

## Autoria
Maria Isabel Barreno, Maria Teresa Horta e Maria Velho da Costa nunca revelaram qual delas compôs cada fragmento, mesmo depois de diversos interrogatórios levados a cabo pela Polícia Judiciária.
Vários estudos académicos foram realizados na tentativa de atribuir a autoria dos diversos textos que compõem o livro a partir de sua comparação com as obras literárias posteriormente lançadas pelas autoras individualmente.
Quanto ao processo de criação a três, Maria Teresa Horta destaca este exercício de co-autoria, de abdicar da assinatura e de desconstruir o processo solitário e individual da escrita. Este era pautado por regras que incluíam ler os textos em voz alta e levar cópias (em papel químico) umas às outras. Na crónica «O portuguesíssimo nome de Marias», a autora fala ainda da disciplina, do compromisso com um método de trabalho, da competição e da importância de um espaço para as divergências. As autoras encontravam-se presencialmente todas as semanas - por norma, em almoços no Treze.
Maria Isabel Barreno, por sua vez, assinala o convívio criativo como forma de incentivar a escrita dos textos a sós e como a ausência de um plano restrito levaria ao cultivo de diferentes géneros literários. A primeira coisa que fizeram foi partir das cartas de Mariana Alcoforado - cada uma escreveria cinco cartas às outras duas - mas depois surgiram ensaios, poemas e f icção. Para a autora, escrever a três nunca implicou consensos, mas sim espaço para o desacordo e para discordâncias entre pontos de vista literários e políticos.

## Feminismo
O livro é um marco crucial na evolução do pensamento feminista na literatura portuguesa.
As NCP dão corpo a uma escrita que denuncia o silenciamento histórico das mulheres, mecanismos patriarcais (domésticos, legais, religiosos, coloniais) que domesticam o desejo, o corpo e o pensamento femininos, os interditos à expressão sexual e à liberdade amorosa. As NPC posicionam-se ainda como uma forte crítica ao colonialismo, ao catolicismo repressivo, ao conservadorismo e antecipam algumas discussões da segunda vaga do feminismo europeu, como a sororidade ou o corpo político. Passados mais de cinquenta anos, esta obra continua a vir ao encontro de questões prementes, como a feminização da pobreza.
Marta Mascarenhas propõe ainda uma releitura desta obra - que subverte os modelos tradicionais e questiona todo o tipo de fronteiras, hierarquias e cânones - à luz da teoria queer. Para a autora, ambas assentam sob os mesmos pressupostos.
Sublinha-se ainda que a criação do Movimento de Libertação das Mulheres (MLM) em Portugal está ligada ao processo das NCP e à solidariedade em torno das três escritoras. As primeiras notícias sobre a sua criação - a 7 de Maio de 1974, em Lisboa - surgem pela mão da jornalista Annie Cohen, numa crónica na revista Les Temps Modernes. Com alguns anos de atraso e por via de um conjunto de mulheres intelectuais, os ventos de uma mudança feminista chegavam finalmente a Portugal. A primeira brochura do MLM coloca como reivindicações: a declaração, a inserir na Constituição da República Portuguesa, da igualdade de direitos para os dois sexos, com condenação penal pelas discriminações sexistas; a revisão do código civil, do código penal e da legislação do trabalho; o direito de salário igual para trabalho igual e o acesso a todas as profissões em igualdade; e o reconhecimento pelo Estado Português do valor económico do trabalho doméstico. O MLM surge como o primeiro grupo feminista a exigir uma sede à Junta de Salvação Nacional, logo após o 25 de Abril.
Uma cisão no MLM é noticiada um ano após a sua fundação. É criado um grupo activista com a designação de Feministas Revolucionárias. Esse novo grupo integrava Maria Teresa Horta.

## Processo
A obra seria publicada na sua íntegra em 1972, pela editora Estúdios Cor, então com direcção literária de Natália Correia que, na altura, foi incentivada a não o fazer. Em entrevista, Maria Teresa Horta referiu a existência de denúncias da parte de dois tipógrafos ao editor do livro, Romeu de Melo. A coragem e cumplicidade da responsável pela organização e edição da Antologia de Poesia Portuguesa Erótica e Satírica - livro de 1965, também apreendido pela PIDE/DGS e alvo de um longo processo judicial - foi assim preponderante na edição das NCP. Apenas três dias depois, esta primeira edição seria recolhida e destruída pela censura de Marcello Caetano, figura que anunciara uma maior abertura política - vindo a revelar-se superficial - face ao seu antecessor, António de Oliveira Salazar, afastado do governo em 1968, devido a um hematoma craniano que o incapacitou.
Os seus textos foram considerados “imorais”, "atentatórios" e “pornográficos”, tendo sido aberto um processo do Estado Português contra as autoras e contra o editor responsável, tornando a obra e o caso internacionalmente reconhecidos. O seu julgamento iniciou-se a 25 de Outubro de 1973, no Tribunal Correcional da Boa Hora. Entretanto, este foi sendo adiado por sucessivos incidentes, e suspenso após a Revolução de 25 de Abril de 1974. Natália Correia, Urbano Tavares Rodrigues, António Quadros, David Mourão-Ferreira, Fernanda Botelho, Maria Lamas, Augusto Abelaira, Natália Nunes, José Tengarrinha, Vasco Vieira de Almeida e Carlos Jorge Correia Gago foram, entre outros, testemunhas a favor das acusadas. As autoras foram absolvidas a 7 de Maio de 1974, tendo como advogados Duarte Vidal (defendendo Maria Isabel Barreno e Maria Teresa Horta), Francisco Sousa Tavares (defendendo Maria Velho da Costa) e José Armando da Silva Ferreira (defendendo Romeu de Melo).
Até ao julgamento, a solidariedade da comunidade literária e intelectual nacional e internacional manifestar-se-ia em diversos protestos e manifestações a favor da sua causa. O evento foi coberto por meios de comunicação internacionais, como é o caso dos jornais Le Monde e The New York Times. Existiram ainda acções feministas em várias embaixadas de Portugal no estrangeiro.
As autoras ficariam conhecidas internacionalmente como as Três Marias. Após a obra que as uniu, estas tomaram caminhos diferentes, embora aproximadas nas causas e nas ideias.
No pós-25 de Abril, teve lugar uma nova edição das NCP pela Futura, em 1974.
Na sequência do seu julgamento, foi organizada uma manifestação do MLM a 13 de Janeiro 1975, no Parque Eduardo VII, em Lisboa. Esta consistiria no atear de uma fogueira, onde seriam queimados símbolos da opressão feminina. A especulação e deturpação desenvolvida por alguns órgãos de comunicação social levaram à ocorrência de incidentes fruto de atitudes provocatórias. Este tipo de iniciativa já tinha sido adoptado anteriormente noutros países, como França. Todavia, as concepções conservadoras num Portugal já democrático, fizeram-se sentir nas reacções a esta iniciativa.

## Adaptações
- All My Independent Women: Novas Cartas Portuguesas - Publicação. Edição de Carla Cruz e Virgínia Valente. 2010[16][17]
- Outras Cartas ou O Amor Inventado - Documentário. Realização de Leonor Noivo. 2012[18][19]
- Mulheres e Resistência - Novas Cartas Portuguesas e Outras Lutas - Exposição. Curadoria de Rita Rato e Joana Alves. Museu do Aljube, 2021[20]
- Ainda Marianas - Espectáculo. Criação e Dramaturgia de Catarina Rôlo Salgueiro, Leonor Buescu / Os Possessos. Com Ana Baptista, Rita Cabaço e Teresa Coutinho. Teatro Nacional D. Maria II, 2022[21]
- Novas Novas Cartas Portuguesas - Exposição. Curadoria de Tobi Maier. Obras de Audun Alvestad, Aura, Fabiana Faleiros, Sara Graça, Rita Moreira, Delphine Seyrig, Caio Amado Soares, Francisca Sousa e Aleta Valente. Galerias Municipais de Lisboa | Galeria Quadrum, 2022/2023[22]
- O Que Podem as Palavras - Filme. Realização de Luísa Sequeira e Luísa Marinho. 2022[23][24]
- Novíssimas Cartas Portuguesas - Documentário. Produzido por Irina Pampim Silva. 2022[25][26]
- Rosas de Maio - Espectáculo. Conceção de Luísa Sequeira. Performers: Luísa Sequeira, Carolina Rocha, Mia Tomé. Coprodução Teatro Experimental do Porto e Teatro Municipal do Porto. 2023[27][28][29]
- Novas Cartas Portuguesas - Performance Literária. Interpretada por MERAI. Teatro São Luiz (Noite das Ideias). 2025 [30][31][32][33]

## Estudos
- AMARAL, Ana Luísa. Desconstruindo Identidades: Ler 'Novas Cartas Portuguesas' à luz da Teoria Queer in Cadernos De Literatura Comparada, nº 3/4, Junho de 2001.
- BESSE, Maria Graciete. As Novas Cartas Portuguesas e a Contestação do Poder Patriarcal in Latitudes, n.º 26, Abril de 2006.
- COLEPICOLO, Sheila Cristina. Transgressão em Novas Cartas Portuguesas. Dissertação de Mestrado - Faculdade de Filosofia, Letras e Ciências Humanas da Universidade de São Paulo, 2007.
- MEIRIM, Joana. O Essencial sobre As Três Marias. Colecção O Essencial Sobre, nº 149, Abril de 2023.
- MASCARENHAS, Marta. "Cartas Portuguesas" e "Novas Cartas Portuguesas": Releituras Im-possíveis in Cadernos De Literatura Comparada, nº 26/27, Janeiro de 2017.
- MASCARENHAS, Marta. A Fluida Arte da Descosura: Filosofias de Liberdade em Cartas Portuguesas e Novas Cartas Portuguesas. Dissertação de Mestrado - Faculdade de Letras da Universidade do Porto, 2007.
- PEREIRA, Gabriel da Cunha. Opressor – Oprimido: Um Estudo Sobre "As Novas Cartas Portuguesas" in Revista Gatilho, ano III, volume 5, Julho de 2007.
- TAVARES, Maria Manuela. Feminismos em Portugal (1947-2007). Tese de Doutoramento - Universidade Aberta, 2008.
- VIDAL, Duarte. O Processo das Três Marias: Defesa de Maria Isabel Barreno. Colecção Panfleto, nº 1. Lisboa: Futura, 1974.

## Ver Também
- Literatura Feminina
- As Mulheres do Meu País de Maria Lamas
- Novas Cartas Portuguesas | 40 Anos Depois
- Novas Cartas Portuguesas: Homenagem das mulheres do XXII Governo – Maria Teresa Horta

## Ligações Externas
- Wikiquote

- Livro que foi notícia - As Novas Cartas Portuguesas
- Carta das Três Marias - Arquivo RTP
- Fialho Gouveia entrevista as escritoras Maria Teresa Horta, Maria Isabel Barreno e Maria Velho da Costa sobre o caso "Três Marias" - Arquivo RTP